# 何敞
何敞（？—105年），字文高，扶风郡平陵人，東漢官員。

## 生平
汉和帝时，何敞历任侍御史、尚书。上书反对外戚的奢侈。后来为汝南郡太守。修治鮦阳渠，增加三万多顷垦田。后来担任五官中郎将。

## 延伸阅读
[在维基数据编辑]
 《後漢書/卷43》，出自范晔《後漢書》
 《東觀漢記》